# NETZONE
NETZONE（NZ NETZONE、ネットゾーン）は、エンターブレインが発行しているムック形式のオンラインゲーム専門の雑誌である。2005年5月に創刊されログイン編集部が編集している。